# Pierre-Hippolyte Boutigny
 (janvier 2022).
La mise en forme du texte ne suit pas les recommandations de Wikipédia : il faut le « wikifier ».
Les points d'amélioration suivants sont les cas les plus fréquents :
- Les titres sont pré-formatés par le logiciel. Ils ne sont ni en capitales, ni en gras.
- Le texte ne doit pas être écrit en capitales (les noms de famille non plus), ni en gras, ni en italique, ni en « petit »…
- Le gras n'est utilisé que pour surligner le titre de l'article dans l'introduction, une seule fois.
- L'italique est rarement utilisé : mots en langue étrangère, titres d'œuvres, noms de bateaux, etc.
- Les citations ne sont pas en italique mais en corps de texte normal. Elles sont entourées par des guillemets français : « et ».
- Les listes à puces sont à éviter, des paragraphes rédigés étant largement préférés. Les tableaux sont à réserver à la présentation de données structurées (résultats, etc.).
- Les appels de note de bas de page (petits chiffres en exposant, introduits par l'outil «  Source ») sont à placer entre la fin de phrase et le point final[comme ça].
- Les liens internes (vers d'autres articles de Wikipédia) sont à choisir avec parcimonie. Créez des liens vers des articles approfondissant le sujet. Les termes génériques sans rapport avec le sujet sont à éviter, ainsi que les répétitions de liens vers un même terme.
- Les liens externes sont à placer uniquement dans une section « Liens externes », à la fin de l'article. Ces liens sont à choisir avec parcimonie suivant les règles définies. Si un lien sert de source à l'article, son insertion dans le texte est à faire par les notes de bas de page.
- La présentation des références doit suivre les conventions bibliographiques. Il est recommandé d'utiliser les modèles {{Ouvrage}}, {{Chapitre}}, {{Article}}, {{Lien web}} et/ou {{Bibliographie}}. Le mode d'édition visuel peut mettre en forme automatiquement les références.
- Insérer une infobox (cadre d'informations à droite) n'est pas obligatoire pour parachever la mise en page.

Pour une aide détaillée, merci de consulter Aide:Wikification.
Si vous pensez que ces points ont été résolus, vous pouvez retirer ce bandeau et améliorer la mise en forme d'un autre article.
Pierre-Hippolyte Boutigny, dit Boutigny d'Évreux (16 mai 1798 à Harfleur, Seine-Inférieure - 17 mars 1884 à Évreux, Eure) est un savant français, physicien et chimiste, chevalier de la Légion d'honneur, auteur d'une quinzaine de publications.

## Biographie

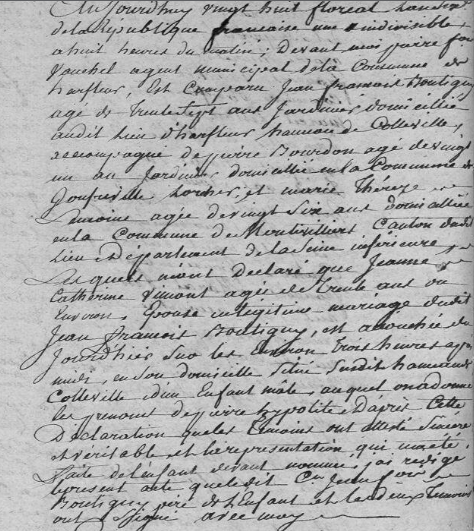
Son acte de naissance (registres numérisés de Seine-Inférieure)

### Famille et carrière
Pierre-Hippolyte Boutigny naît le 16 mai 1798 au hameau de Colleville à Harfleur, de Jean-François Boutigny, jardinier, et de Jeanne-Catherine Vimont. Il est le troisième d'une fratrie d'une fille et trois garçons,.
Le 21 avril 1823, il épouse à Incarville Caroline de Maurey (1804-1888), fille de Jacques-Antoine de Maurey (1759-1829), propriétaire de filature et inventeur d'une machine à tisser. Elle lui donne rapidement deux enfants: Céline en 1824 et Charles-Constant en 1826. Ce dernier s'intéressera également aux sciences et publiera des Tableaux synoptiques d'anatomie descriptive à l'usage des étudiants et des praticiens. 
Pharmacien reconnu exerçant sa profession à Évreux, il est un temps président de la Société de pharmacie et de chimie de Paris, et membre de l’Académie de Pharmacie et de différentes sociétés. 

En tant que physicien, il est fait chevalier de la Légion d'honneur le 6 mai 1846. Il vit alors à La Chartre-sur-le-Loir (Sarthe). Il obtient à l'Exposition universelle de 1855 à Paris un prix de seconde classe pour une chaudière qu'il a conçue.

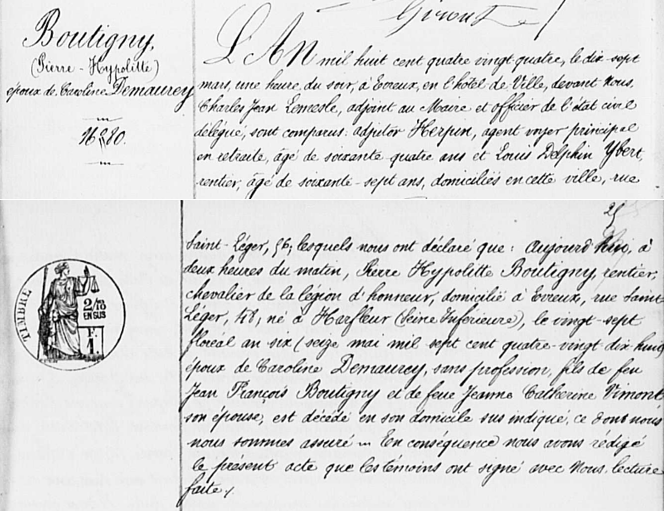
Son acte de décès (registres numérisés de l'Eure)

Il meurt à Évreux le 17 mars 1884, en son domicile au 48 rue Saint-Léger. Il est inhumé au cimetière d'Incarville dans le tombeau de son beau-père Jacques de Maurey et du frère de ce dernier, l'abbé Georges de Maurey (1761-1846), curé de la paroisse.

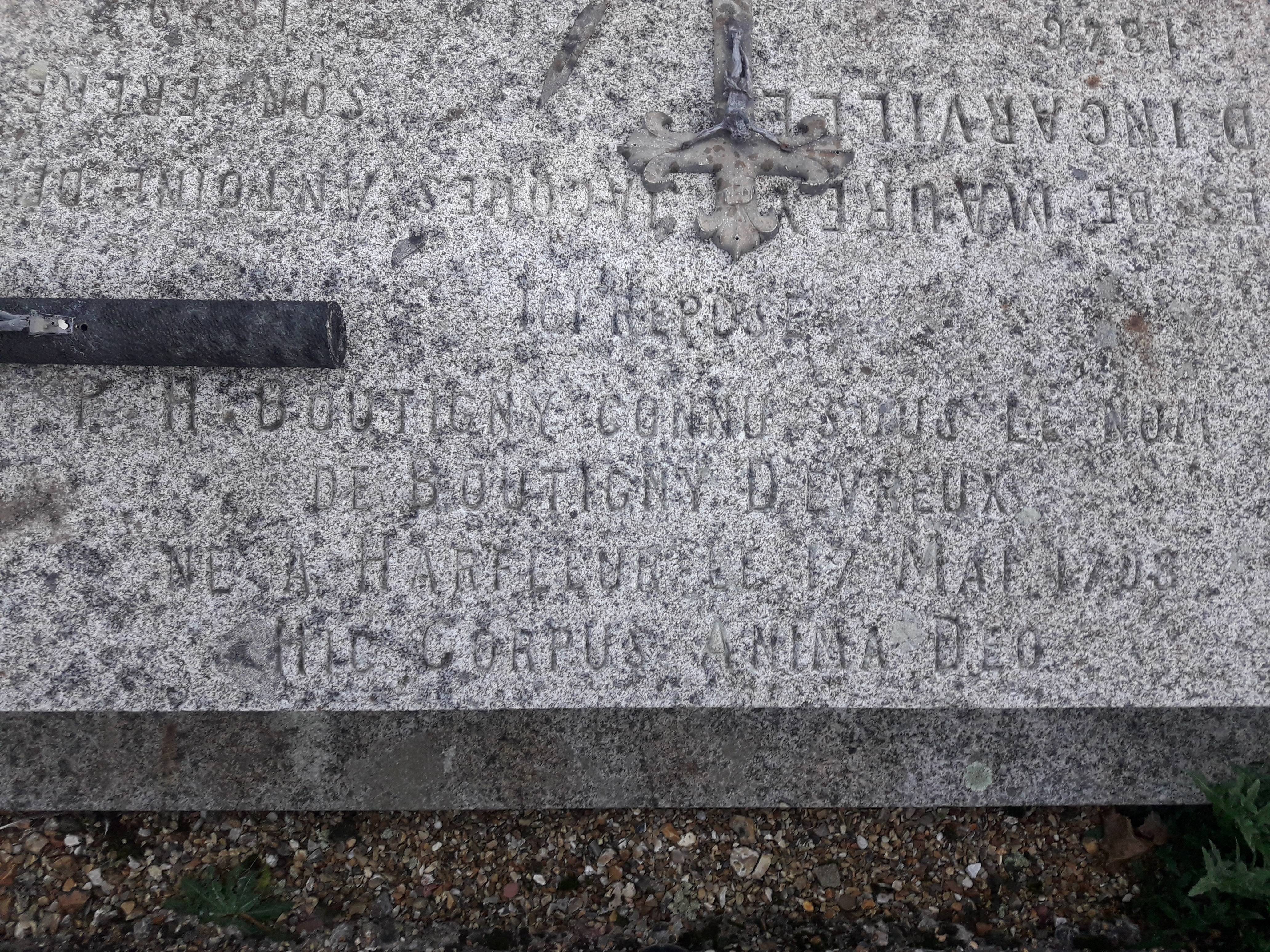
Sa tombe à Incarville

### Physicien
Il mène des travaux sur des sujets variés, signant une quinzaine de publications allant du chocolat et de sa fabrication à l'utilisation de la vapeur en machine ou en médecine, et de l’incombustibilité des tissus organiques vivants aux armes à feu. Il travaille notamment avec Jacques Gay (1786-1864).
Il se spécialise en chimie sur les phénomènes de caléfaction et d'état sphéroïdal, à savoir les liquides qui, chauffés, conservent leur volume et deviennent globulaires ou lieu de bouillir, ce qu'il est le premier savant à étudier en détail afin de perfectionner les machines à vapeur alors en plein développement. Il reconnaît dans l'ouvrage qui lui est consacré : « Cette expression l’état sphéroïdal, que j’ai proposée pour désigner la modification moléculaire dont il s’agit, est aujourd’hui passée dans la langue scientifique ». Il postule qu'il s'agit d'un état supplémentaire de la matière, aujourd'hui appelé "effet Leidenfrost".
Henri Pellat reprend son expérience dans son Cours de physique, mais Charles-Cléophas Person, professeur au collège royal de Rouen, s'applique à prouver l'inutilité des arguments de Pierre Boutigny. « L’examen de ces ouvrages demandait à être d’autant plus approfondi, qu’il ne s’agissait de rien moins que de l’introduction d’une nouvelle théorie en physique; aussi M. Person n’a rien négligé pour faire ressortir que les intéressantes expériences de M. Boutigny pouvaient être expliquées par les lois connues en physique sans qu’il fût nécessaire de supposer un quatrième état des corps. »

## Distinctions et hommages
- Chevalier de la Légion d'honneur (décoré le 6 mai 1846)
- Prix à l'Exposition universelle de 1855

Pierre-Hippolyte appartient à plusieurs sociétés savantes:
- Académie impériale de médecine,
- Association britannique pour l'avancement des sciences,
- Institut des ingénieurs civils de Londres (membre associé),
- Société royale d'agriculture de Turin (membre correspondant),
- Société de chimie médicale,
- Société d'encouragement,
- Société des ingénieurs civils,
- Société royale de médecine et de chirurgie de Turin (membre correspondant),
- Société de pharmacie et de chimie de Paris,
- Société philomatique (membre correspondant),
- Société de philosophie expérimentale de Rotterdam (membre correspondant), etc.

## Publications
- Du Chocolat, de sa fabrication, des moyens de reconnaître sa falsification, et de ses propriétés alimentaires et médicales, 1825, Évreux, Impr. Ancelle Fils[10].
- Recueil de Notices sur les pilules américaines, 1827.
- Recherches à déterminer l’époque à laquelle une arme à feu a été déchargée, 1839, Évreux.
- Rapport sur un Mémoire intitulé "Phénomènes de la caléfaction", in Comptes rendus hebdomadaires des séances de l'Académie des sciences, Séance du 1er janvier 1840, 1840, pp. 397-402.
- Note sur la transformation de l'éther en aldéhyd et sur l'emploi de sa vapeur en médecine, 1843.
- Études sur les corps à l'état sphéroïdal, Nouvelle branche de physique, précédée de deux rapports à l'Institut, l'un par MM. Arago, Pelouze et Robiquet, l'autre par MM. Dumas, Pelouze, Rayer, Thénard et Payen, 1847 (1857, 1883), Paris, Libr. Victor Masson.
- Notice sur le chocolat anti-asthénique ferrugineux, 1847.
- Quelques faits relatifs à l'état sphéroïdal des corps, épreuve du feu, homme incombustible, lu à l'Académie des sciences dans la séance du 14 mai 1849.
- Notice des travaux scientifiques, 1850.
- Note sur un nouveau générateur à vapeur, La Villette, 1852.
- Études sur les corps à l'état sphéroïdal, 1852, Londres, Royal Institution of Great Britain.
- « Générateur de vapeur à diaphragmes par M. Boutigny », Le génie industriel, revue des inventions françaises et étrangères, 1855, t. X, n°60, pp. 310-313.
- Note sur une espèce nouvelle d'"Aethionema", par M. Boutigny, suivie d'observations de M. J. Gay, 1857.